# Кох (лунный кратер)
Кратер Кох (лат. Koch) — большой древний ударный кратер в южном полушарии обратной стороны Луны. Название присвоено в честь немецкого микробиолога Роберта Коха (1843—1910) и утверждено Международным астрономическим союзом в 1970 г. Образование кратера относится к донектарскому периоду. 

## Описание кратера
Ближайшими соседями кратера Кох являются кратер Рамзей на западе-северо-западе; кратер Жуль Верн на севере-северо-западе; кратер Лундмарк на севере-северо-востоке; кратер Гаравито на юге-юго-востоке; кратер Крокко на юге и кратер Райдер на западе-юго-западе. На северо-востоке от кратера находится Море Мечты. Селенографические координаты центра кратера 42°08′ ю. ш. 150°20′ в. д. / 42,13° ю. ш. 150,33° в. д., диаметр 94,7 км, глубина 2,8 км.
Кратер Кох имеет полигональную форму и значительно разрушен за длительное время своего существования. Вал сглажен и перекрыт множеством небольших кратеров, особенно в северной части. К западной части внешнего склона вала примыкает сателлитный кратер Кох U (см. ниже). Высота вала над окружающей местностью достигает 1450 м, объем кратера составляет приблизительно 8800 км³. Дно чаши сравнительно ровное, испещрено множеством мелких кратеров, немного севернее центра чаши находится пара приметных кратеров. К южной-юго-западной части внутреннего склона примыкают останки небольшого кратера. 

## Сателлитные кратеры

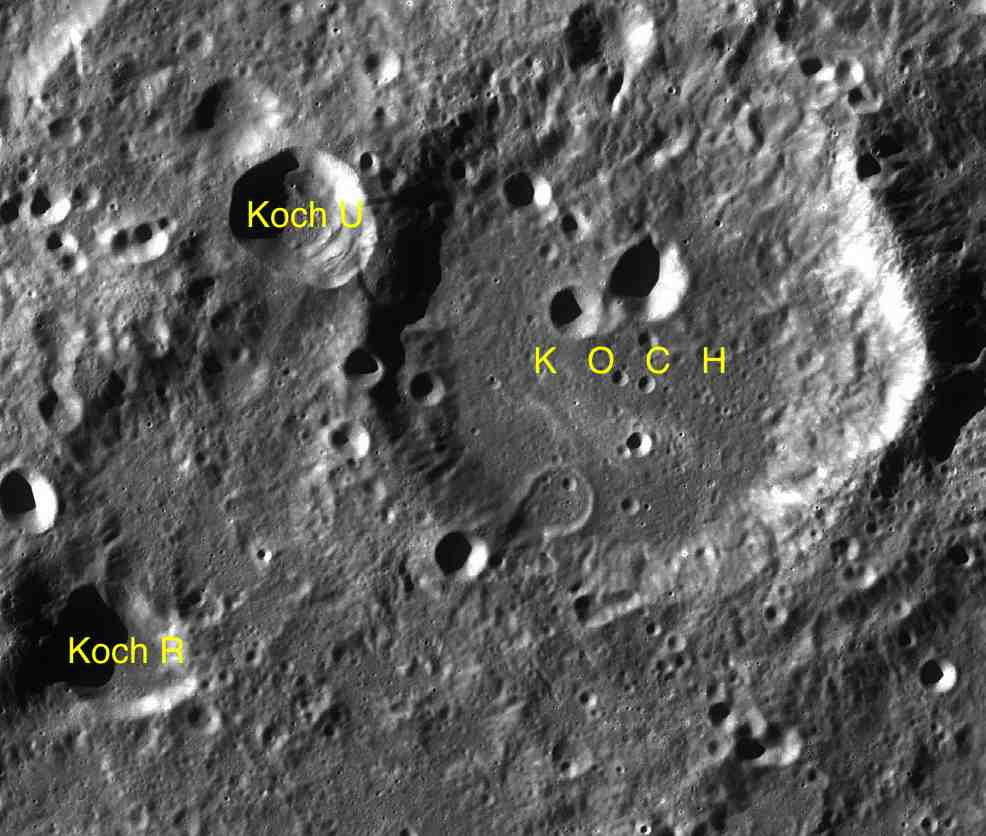
Фрагмент карты LAC-118.

| Кох | Координаты                                              | Диаметр, км |
| --- | ------------------------------------------------------- | ----------- |
| R   | 44°10′ ю. ш. 146°28′ в. д. / 44,16° ю. ш. 146,46° в. д. | 23,1        |
| U   | 41°42′ ю. ш. 147°42′ в. д. / 41,7° ю. ш. 147,7° в. д.   | 26,7        |

## См.также
- Список кратеров на Луне
- Лунный кратер
- Морфологический каталог кратеров Луны
- Планетная номенклатура
- Селенография
- Минералогия Луны
- Геология Луны
- Поздняя тяжёлая бомбардировка